# Gialaia africana
Gialaia africana är en insektsart som beskrevs av Andrej Vasiljevitj Gorochov och Kostia 1999. Gialaia africana ingår i släktet Gialaia och familjen syrsor. Inga underarter finns listade i Catalogue of Life.